# 아힘사

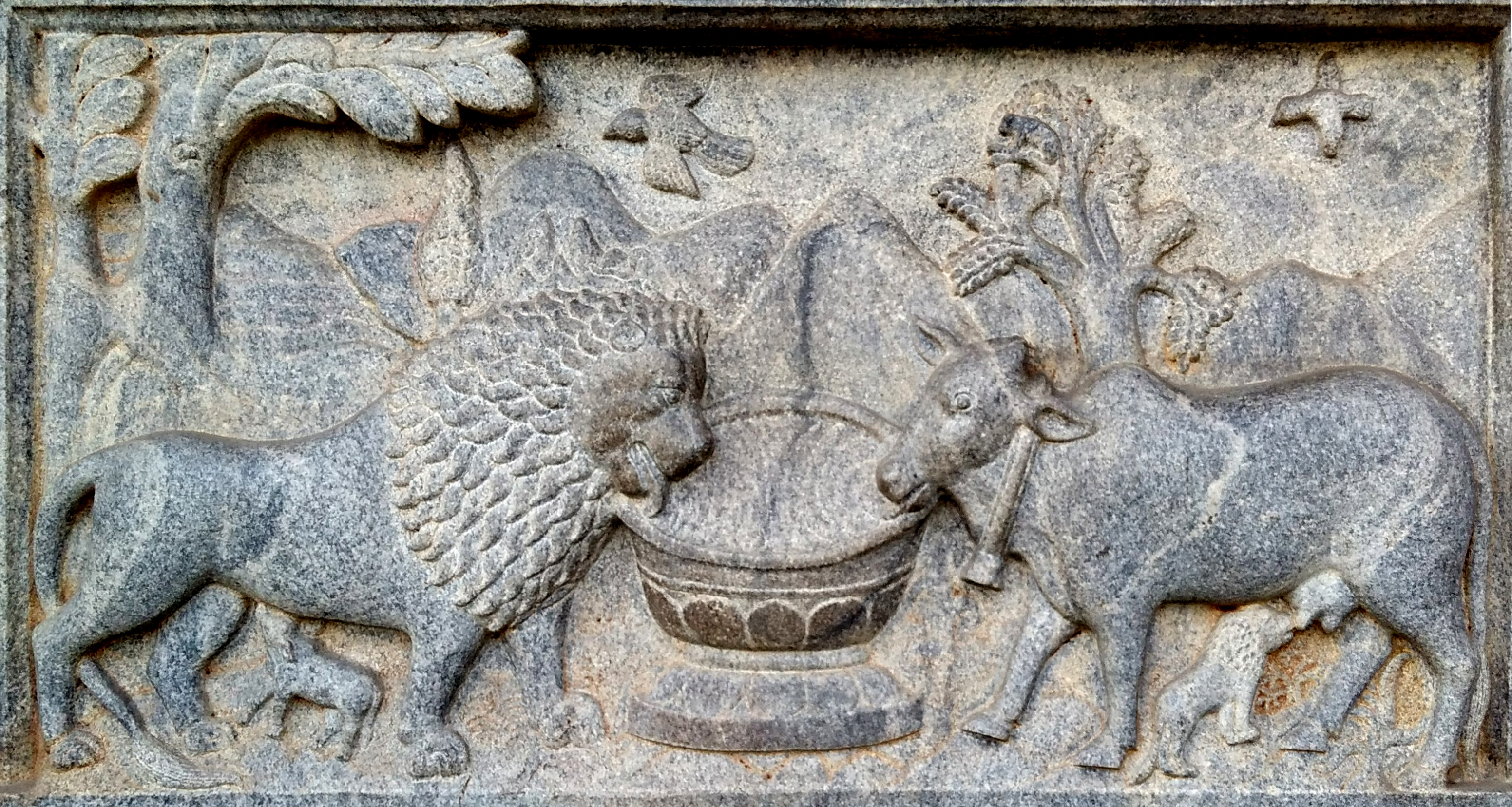

아힘사(산스크리트어: अहिंसा)는 자이나교를 비롯한 다르마계 종교의 주요 교리 중 하나로서, 살아있는 생명을 죽이지 않는 것을 말한다. 한자로는 불해(不害)라고도 한다. 특히 아힘사는 자이나교의 핵심 교리 중 하나이며 마하트마 간디의 비폭력 운동의 사상적 기반이 되기도 하였다. 불교에서 아힘사는 설일체유부의 5위 75법에서 심소법(心所法: 46가지) 중 대선지법(大善地法: 10가지) 가운데 하나이며, 유식유가행파와 법상종의 5위 100법에서 심소법(心所法: 51가지) 중 선심소(善心所: 11가지) 가운데 하나이다. 설일체유부에 따르면, 아힘사는 다른 이를 손상시키고 괴롭히지 않는 것을 본질로 하는 의식작용(마음작용)이다.

## 참고 문헌
- 권오민 (2003). 《아비달마불교》. 민족사.
- 세친 지음, 현장 한역, 권오민 번역 (K.955, T.1558). 《아비달마구사론》. 한글대장경 검색시스템 - 전자불전연구소 / 동국역경원. K.955(27-453), T.1558(29-1). [깨진 링크(과거 내용 찾기)]
- 운허.  동국역경원 편집, 편집. 《불교 사전》. 2016년 3월 6일에 원본 문서에서 보존된 문서. 2018년 4월 4일에 확인함.
- 중현 지음, 현장 한역, 권오민 번역 (K.957, T.1563). 《아비달마장현종론》. 한글대장경 검색시스템 - 전자불전연구소 / 동국역경원. K.957(28-1), T.1563(29-777). [깨진 링크(과거 내용 찾기)]
- (중국어) 星雲. 《佛光大辭典(불광대사전)]》 3판. 2011년 3월 19일에 원본 문서에서 보존된 문서. 2018년 4월 4일에 확인함.
- (중국어) 세친 조, 현장 한역 (T.1558). 《아비달마구사론(阿毘達磨俱舍論)》. 대정신수대장경. T29, No. 1558, CBETA. 2012년 10월 29일에 원본 문서에서 보존된 문서. 2018년 4월 4일에 확인함.